# NGC 6434
NGC 6434 је спирална галаксија у сазвежђу Змај која се налази на NGC листи објеката дубоког неба.
Деклинација објекта је + 72° 5' 18" а ректасцензија 17h 36m 48,8s. Привидна величина (магнитуда) објекта NGC 6434 износи 12,4 а фотографска магнитуда 13,2. NGC 6434 је још познат и под ознакама UGC 10934, MCG 12-17-2, CGCG 339-53, CGCG 340-13, IRAS 17376+7207, PGC 60573.